# Epistalagma octomaculata
Epistalagma octomaculata är en skalbaggsart som beskrevs av Moser 1909. Epistalagma octomaculata ingår i släktet Epistalagma och familjen Cetoniidae. Inga underarter finns listade i Catalogue of Life.